# La orgía perpetua: Flaubert y Madame Bovary
La orgía perpetua: Flaubert y Madame Bovary es un ensayo de Mario Vargas Llosa que examina Madame Bovary como la primera novela moderna. La primera parte del libro tiene un tono autobiográfico, mientras que la segunda comprende un análisis exhaustivo de la estructura y el significado de Madame Bovary. La última parte del libro establece la relación entre la obra de Flaubert y la historia y el crecimiento del género más representativo de la literatura moderna: la novela.
Este ensayo ha sido traducido al francés (1978), alemán (1980), inglés (1986), neerlandés (1991) y al rumano (2001).